# Bahnhof Brixlegg

Der Bahnhof Brixlegg ist ein Nahverkehrsbahnhof in Brixlegg an der Unterinntalbahn (ÖBB Kursbuchstrecke 300) von Kufstein über Wörgl nach Innsbruck. Er wird ausschließlich von Regionalzügen der S-Bahn Tirol bedient.

## Geschichte
1858 wurde die Bahnstrecke von Kufstein nach Innsbruck eröffnet. Am 24. November 1858 fuhr der erste Zug, der feierlich an den Bahnhöfen der Strecke empfangen wurde, von Innsbruck nach Kufstein. Der Bahnhof Brixlegg war lange Zeit bedeutender Halt, auch für den Fernverkehr. Weil die Brücke während des Zweiten Weltkriegs hohe strategische Bedeutung hatte, waren der Bahnhof und die naheliegende Innbrücke in Brixlegg Ziele der alliierten Bombenangriffe gegen Kriegsende. Weitere bedeutende Ereignisse waren der Unfall von 1964, als ein Güterzug Richtung Innsbruck entgleiste und den westlichen Weichenkopf gänzlich beschädigte sowie der Unfall von 1982, bei dem ein Richtung Jesenice/Graz fahrender Güterzug mit zwei Wagen entgleiste und auch Sachschäden verursachte.

## Bahnverkehr
Der Bahnhof Brixlegg gilt als wichtiger Bahnhof im Netz der S-Bahn Tirol. Die Linie  nach Innsbruck und Wörgl/Kufstein haltet regelmäßig an diesem Bahnhof. Dazu verkehren zu Tagesrandzeiten und als Nacht-S-Bahn Züge der Linie . Bis zum Fahrplanwechsel 2009/2010 hielt hier auch der täglich verkehrende OEC 164 „Kaiserin Elisabeth“ von Salzburg nach Zürich. Dieser wurde jedoch eingestellt und nun hält hier kein Fernverkehrszug mehr. Im Fahrplanjahr 2012/2013 hielten wiederum zwei OIC-Züge (von und nach Graz), die REX-Verbindungen ersetzten. Aber auch diese wurden im folgenden Fahrplanjahr wegen mangelnder Auslastung wieder eingestellt.
| Linie                                                      | Strecke                                                                               | Takt                                            |
| ---------------------------------------------------------- | ------------------------------------------------------------------------------------- | ----------------------------------------------- |
| Österreichische Bundesbahnen · S-Bahn Tirol#S4             | (Landeck-Zams – Ötztal –) Innsbruck Hbf. – Jenbach – Brixlegg – Wörgl Hbf. – Kufstein | wenige Züge zu Tagesrandzeiten und Nacht-S-Bahn |
| Österreichische Bundesbahnen · Regional-Express#Österreich | Innsbruck Hbf. – Jenbach – Brixlegg – Wörgl Hbf. (– Kufstein)                         | 30-Minuten-Takt, stündlich weiter bis Kufstein  |

## Ausstattung
Der Bahnhof Brixlegg befand sich im Umbau, für den insgesamt 16 Millionen Euro veranschlagt wurden.
Er besitzt seit Oktober 2012 einen Inselbahnsteig. Daher befinden sich beide Bahnsteiggleise am selben Bahnsteig.
Im Zuge der Umbauarbeiten entstanden ein Park & Ride-Parkplatz, ein neuer Lift und ein neuer Vorplatzbusbahnhof. Der umgebaute Bahnhof wurde am 12. August 2015 eröffnet. Seither besitzt der Bahnhof kein Empfangsgebäude mehr, es beschränkt sich auf ein Wartehäuschen aus Glas sowie einen überdachten Vorplatz für den Bussteig A. Dabei ist auch eine neue Toilettenanlage errichtet worden.
Östlich des Bahnhofes, in Richtung Wörgl, befindet sich als einziger „echter“ Tunnel der Unterinntalbahn das „Rattenberger Loch“.

## Busverkehr
Der Brixlegger Bahnhof verfügt über eine große Bushaltestelle, an der Busse Richtung Schwaz, Wörgl, Kufstein, Alpbach, Breitenbach am Inn, Jenbach und Brandenberg verkehren. Von Montag bis Samstag verkehrt auch der Ortsverkehr, der von Brixlegg über Kramsach, Rattenberg und Radfeld wieder zurück nach Brixlegg fährt.
Seit dem Fahrplanwechsel vom 13. Dezember 2015 steht der neu umgebaute Vorplatzbusbahnhof mit den Steigen A und B zur Verfügung und ist nun im Vollbetrieb.
Folgende Linien bedienen die Station Brixlegg Bahnhof (Vorplatz) seit Dezember 2023:
- 601: Brixlegg – Münster – Jenbach – Stans – Schwaz
- 602: Brixlegg – Strass – Rotholz – Jenbach – Buch in Tirol – Schwaz
- 603: Brixlegg – Hagau – Kramsach – Radfeld – Brixlegg
- 604: Brixlegg – Radfeld – Kramsach – Hagau – Brixlegg
- 605: Brixlegg – Kramsach – Radfeld – Kundl – Breitenbach
- 611: Brixlegg – Kramsach – Brandenberg – Radfeld – Brixlegg
- 620: Brixlegg – Reith – Alpbach
- 621: Brixlegg – Radfeld – Kramsach – Breitenbach
- 657: Schwaz – Jenbach – Münster – Brixlegg – Kramsach – Wörgl